# Shvaughn Erin
Shvaughn Erin è un personaggio dei fumetti pubblicati da DC Comics. Compare prevalentemente nel XXX e XXXI secolo dell'Universo DC, come personaggio di supporto nelle varie serie dedicate alla Legione dei Super-Eroi. Nativa del pianeta Terra, è un membro della Polizia Scientifica, il braccio d'applicazione della legge dei Pianeti Uniti.

## Biografia del personaggio

### Continuità originale
Nel XXX secolo, i Resources Raiders invasero la Terra non appena una crisi diplomatica si sviluppò tra i Pianeti Uniti e i Dominatori. Queste due crisi fecero sì che la nuova ufficiale della Polizia Scientifica Shavughn Erin non avvertisse la Legione dei Super Eroi che uno dei loro nemici era evaso dalla sua prigione. Entrambi gli eventi furono precursori della cosiddetta "Earthwar", dove i Pianeti Uniti furono attaccati dall'Impero Khundiano e dal Dark Circle. L'architetto dietro questo conflitto si scoprì essere lo stregone Mordru - il nemico fuggito di cui Shvaughn non riuscì ad avvertire la Legione. Lei e Karate Kid combatterono le truppe Khund al quartier generale della Polizia Scientifica, cosa che permise alle forze combinate della Legione dei Super Eroi e della Legione degli Eroi Sostituti di sconfiggere Mordru, ponendo fine così alla Earthwar.
L'anno dopo, Shvaughn divenne il contatto della Legione nella polizia. Nel suo primo giorno come nuovo informatore, fu presente quando l'intelligenza artificiale nota come Computo si impossessò della piccola Danielle Foccart e prese controllo del quartier generale della Legione. Questa crisi fu scongiurata quando il fratello di Danielle, Jacques Foccart, bevve il siero dell'invisibilità sviluppato da Lyle Norg, permettendogli così di immobilizzare Computo senza essere individuato. Nel corso del tempo, Shvaughn lavorò a stretto contatto con il leader della Legione, Element Lad. Quando Shrinking Violet fu rapita dai terroristi Imskiani, Shvaughn ed Element Lad smascherarono l'attrice Durlaniana Yera, che mutò per impersonare la Legionaria scomparsa. Durante questo periodo, Shvaughn ed Element Lad ebbero una relazione, e presto si innamorarono.

### Five Years Later
Molti anni dopo, Shvaughn aveva cessato la relazione con Jan Arrah (Element Lad), e il governo della Terra cadde sotto il controllo dei Dominatori. Quando un soldato Dominatore assassinò il presidente della Terra Tayla Wellington su una rete televisiva galattica, la guerra su grande scala ebbe inizio. In quel periodo si scoprì che il sesso di Shvaughn era maschile, e che per anni aveva assunto un medicinale noto come "Profem" per cambiare biologicamente in una femmina. Con la guerra aperta in tutto il pianeta, non riuscì a mantenere costante l'assunzione di Profem, Jan fu completamente di supporto quando Shvaughn regredì fisicamente al suo sesso originale, e diventando così il giovane Sean Erin. Infine, i Dominatori furono sconfitti, e Sean divenne capo del contingente di Polizia Scientifica su Nuova Terra.
All'inizio delle miniserie Ora zero e Crisi infinita, gli eventi di "Five Years Later" della Legione non furono più canonici.

### Post-Ora Zero
Nella continuità post-Ora Zero, Shvaughn Erin fu ancora una volta ufficiale della Polizia Scientifica. Alla fine della battaglia contro l'Occhio di Smeraldo di Ekron che aveva schiavizzato Shrinking Violet, Shvaughn fu lanciata sulla Terra del XX secolo, insieme al membro della Workforce Inferno ed un gruppo di otto Legionari. Dopo alcuni mesi e numerosi incontri con la comunità dei super eroi del XX secolo, Shvaughn e i Legionari infine riuscirono a tornare a casa.
In questa continuità, Shvaughn è adulta, mentre Element Lad è ancora un ragazzo. Così, i due non furono mai romanticamente collegati. In più, la questione riguardante il sesso di Shvauhgn non fu più menzionato.

### Terza versione
Shvaughn non compare nella continuità della terza versione della Legione proveniente da Terra Prime.

### Post-Crisi Infinita
Gli eventi della miniserie Crisi infinita, ricostituirono un'analoga continuità della versione della Legione pre-Crisi sulle Terre infinite, come visto nella storia "The Lightning Saga" in Justice League of America e Justice Society of America, e nella storia "Superman e la Legione dei Supereroi" in Action Comics. Da lì in poi, Shvaughn non comparve più.